# Andrena curvana
Andrena curvana är en biart som beskrevs av Warncke 1965. Andrena curvana ingår i släktet sandbin, och familjen grävbin. Inga underarter finns listade i Catalogue of Life.